# Via Navegável do Douro

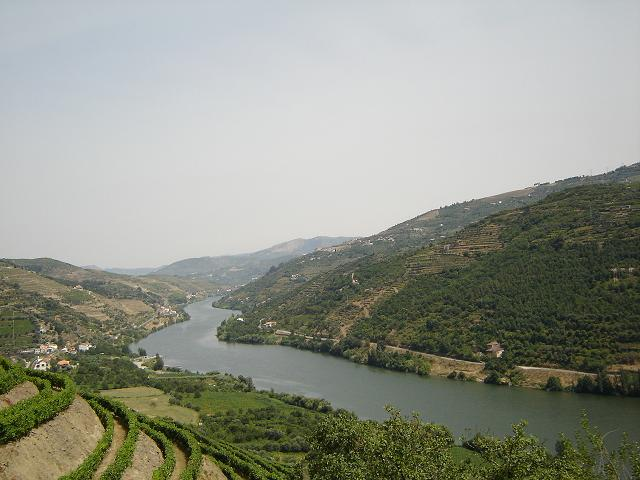
Entre as barragens o curso do rio apresenta-se perfeitamente regularizado

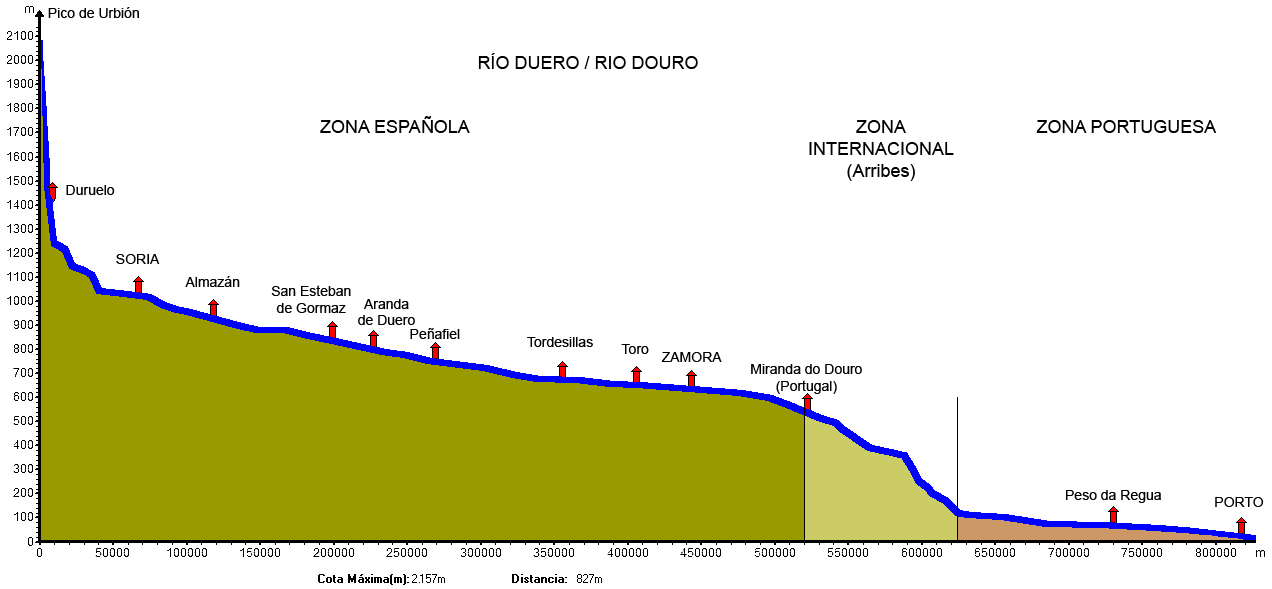
A via navegável abrange toda a zona portuguesa

O Via Navegável do Douro é uma hidrovia portuguesa com cerca de 200 quilómetros de extensão, que desde 1990 permite a navegação do rio Douro desde a barra até à foz do rio Águeda, no limite com o Douro internacional.
É acessível a navios fluvio-marítimos até 2 500 toneladas, pelo menos até ao porto comercial de Lamego.
A eclusa do Carrapatelo construída em 1971 é uma das maiores do mundo, vencendo um desnível de 35 m.

## História
A eliminação do Cachão da Valeira em 1791 abriu o Douro superior à navegação fluvial, que durante muito tempo foi assegurada pelos típicos barcos rabelos, puxados à sirga, quando necessário.

## Características técnicas actuais
- Largura do canal de navegação: 40 m (leito rochoso) a 60 m (leito aluvionar)
- Profundidade mínima: 4,2 m (mas apenas 2,5 m entre o Pinhão e o Pocinho)

### Cotas
- Porto — Barra do Douro: nível da maré
- Barca d'Alva: 125 m

### Obras de arte
Os desníveis são vencidos por 5 eclusas, cujas caldeiras têm comprimentos compreendidos entre 86 e 92 m e uma largura constante de 12,1 m:
- Eclusa n.º 1: Barragem de Crestuma–Lever (1986) — desnível máximo de 13,9 m
- Eclusa n.º 2: Barragem do Carrapatelo (1971) — desnível máximo de 35 m
- Eclusa n.º 3: Barragem da Régua (1973) — desnível máximo de 28,5 m
- Eclusa n.º 4: Barragem da Valeira (1976) — desnível máximo de 33 m
- Eclusa n.º 5: Barragem do Pocinho (1983) — desnível máximo de 22 m

### Portos comerciais
- Sardoura (1988)
- Várzea do Douro (2003)
- Lamego (1989)
- Muelle de Vega Terrón (La Fregeneda, Espanha)